# Grupo Aeroportuario del Pacífico
El Grupo Aeroportuario del Pacífico (GAP) (BMV: GAP / NYSE: PAC) administra y opera 12 aeropuertos en las regiones del Pacífico y Centro de México y 2 en Jamaica que cotiza simultáneamente en los mercados de valores de Estados Unidos (NYSE) y de México (BMV).

## Aeropuertos operados por GAP

### Aeropuertos en México
| Aeropuerto Internacional de Aguascalientes                | Aguascalientes  | Aguascalientes      | MMAS | AGU |
| Aeropuerto Internacional de Guadalajara                   | Guadalajara     | Jalisco             | MMGL | GDL |
| Aeropuerto Internacional General Ignacio Pesqueira García | Hermosillo      | Sonora              | MMHO | HMO |
| Aeropuerto Internacional de La Paz                        | La Paz          | Baja California Sur | MMLP | LAP |
| Aeropuerto Internacional del Bajío                        | León            | Guanajuato          | MMLO | BJX |
| Aeropuerto Internacional de Los Cabos                     | Los Cabos       | Baja California Sur | MMSD | SJD |
| Aeropuerto Internacional Federal del Valle del Fuerte     | Los Mochis      | Sinaloa             | MMLM | LMM |
| Aeropuerto Internacional de Manzanillo                    | Manzanillo      | Colima              | MMZO | ZLO |
| Aeropuerto Internacional General Rodolfo Sánchez Taboada  | Mexicali        | Baja California     | MMML | MXL |
| Aeropuerto Internacional General Francisco J. Múgica      | Morelia         | Michoacán           | MMMM | MLM |
| Aeropuerto Internacional de Puerto Vallarta               | Puerto Vallarta | Jalisco             | MMPR | PVR |
| Aeropuerto Internacional de Tijuana                       | Tijuana         | Baja California     | MMTJ | TIJ |

### Aeropuertos fuera de México
| Aeropuerto                                   | Ciudad      | País    | ICAO | IATA |
| -------------------------------------------- | ----------- | ------- | ---- | ---- |
| Aeropuerto Internacional Norman Manley       | Kingston    | Jamaica | MKJP | KIN  |
| Aeropuerto Internacional Sir Donald Sangster | Montego Bay | Jamaica | MKJS | MBJ  |

## Historia
Grupo Aeroportuario del Pacífico (GAP), fue constituido en 1998 como parte del proceso de apertura a la inversión privada en el sistema aeroportuario mexicano. Desde entonces administra, opera, mantiene y desarrolla doce aeropuertos en las regiones del Pacífico y Centro de México, en las ciudades de Guadalajara, Mexicali, Hermosillo, Puerto Vallarta, Aguascalientes, La Paz, Tijuana, León, entre otras. 
GAP percibe ingresos principalmente en base al tránsito de pasajeros y en la explotación de sus espacios comerciales. 
En el 2016, atendió a 26 millones de pasajeros, el 79.7% del tráfico total se realizó a través de los aeropuertos de Guadalajara, Tijuana, Los Cabos y Puerto Vallarta. 
En lo que respecta al área comercial, la estrategia de negocios está enfocada a incrementar su rentabilidad, acorde a esto se han puesto en operación y se continúan desarrollando modernas y atractivas áreas comerciales.

## Objetivos
Los objetivos que el Grupo Aeroportuario del Pacífico (GAP) se ha fijado son: Dotar al Grupo de infraestructura, así como la tecnología y los métodos de gestión y operación más modernos para elevar niveles de eficiencia y operatividad acordes con los estándares internacionales; y a la vez mantener los niveles actuales de seguridad. Desarrollar las actividades del Grupo con criterios de racionalidad económica, de manera que se ofrezcan remuneraciones atractivas para los inversionistas. Constituir al Grupo en elemento dinamizador del desarrollo económico y social del país. 
GAP ha desarrollado, asimismo, un importante plan de desarrollo aeroportuario encuadrado dentro del Plan Maestro de Desarrollo 2010-2014. Con el objetivo de adaptar las infraestructuras de sus aeropuertos, GAP prevé invertir en el período 2010-2014 aproximadamente 2,770 millones de pesos. 
En febrero de 2006, las acciones de GAP fueron enlistadas en la Bolsa de Nueva York bajo el símbolo de “PAC” y en la Bolsa Mexicana de Valores bajo el símbolo de “GAP B”. La compañía tiene un 85% de sus acciones en circulación entre el mercado nacional e internacional; uno de los  accionistas minoritarios de GAP aeropuertos es Apoquindo Capital quien posee un (1.3%) mientras que el restante 15% pertenece a su socio estratégico, AMP (Aeropuertos Mexicanos del Pacífico); que a su vez es propiedad de Aena Internacional, empresa del operador español de aeropuertos Aena, DCA (Desarrollo de Concesiones Aeroportuarias) y CMA (Corporación Mexicana de Aeropuertos).

## Estadísticas

### Tráfico anual

#### Aeropuertos en México
Número de pasajero por aeropuerto al año 2024:
| Posición     | Aeropuerto                                                | Ciudad          | Estado              | Pasajeros  |
| ------------ | --------------------------------------------------------- | --------------- | ------------------- | ---------- |
| 1            | Aeropuerto Internacional de Guadalajara                   | Guadalajara     | Jalisco             | 17,848,700 |
| 2            | Aeropuerto Internacional de Tijuana                       | Tijuana         | Baja California     | 12,545,800 |
| 3            | Aeropuerto Internacional de Los Cabos                     | Los Cabos       | Baja California Sur | 7,488,200  |
| 4            | Aeropuerto Internacional de Puerto Vallarta               | Puerto Vallarta | Jalisco             | 6,803,500  |
| 5            | Aeropuerto Internacional del Bajío                        | León            | Guanajuato          | 3,169,000  |
| 6            | Aeropuerto Internacional General Ignacio Pesqueira García | Hermosillo      | Sonora              | 2,156,900  |
| 7            | Aeropuerto Internacional General Francisco J. Múgica      | Morelia         | Michoacán           | 1,304,600  |
| 8            | Aeropuerto Internacional de La Paz                        | La Paz          | Baja California Sur | 1,206,000  |
| 9            | Aeropuerto Internacional General Rodolfo Sánchez Taboada  | Mexicali        | Baja California     | 1,034,100  |
| 10           | Aeropuerto Internacional de Aguascalientes                | Aguascalientes  | Aguascalientes      | 961,800    |
| 11           | Aeropuerto Internacional Federal del Valle del Fuerte     | Los Mochis      | Sinaloa             | 585,200    |
| 12           | Aeropuerto Internacional de Manzanillo                    | Manzanillo      | Colima              | 218,400    |
| Total México |                                                           |                 |                     | 55,322,300 |
| Total        |                                                           |                 |                     | 62,156,500 |

Número de usuarios del Cross Border Xpress (CBX) al año 2024:
| Aeropuerto                                 | Ciudad  | Estado          | Pasajeros |
| ------------------------------------------ | ------- | --------------- | --------- |
| Aeropuerto Binacional de Tijuana-San Diego | Tijuana | Baja California | 4,048,600 |

#### Aeropuertos fuera México
Número de pasajero por aeropuerto al año 2024:
| Aeropuerto                                   | Ciudad      | País    | Pasajeros |
| -------------------------------------------- | ----------- | ------- | --------- |
| Aeropuerto Internacional Sir Donald Sangster | Montego Bay | Jamaica | 5,057,100 |
| Aeropuerto Internacional Norman Manley       | Kingston    | Jamaica | 1,777,100 |
| Total Jamaica                                |             |         | 6,834,200 |